# Romain Grosjean
Romain Grosjean (født 17. april 1986 i Genève) er en fransk-schweizisk racerkører, der i 2009 fik debut i Formel 1. Fra 2016-sæsonen kører han for det debuterende Haas F1 Team. Grosjean kører under fransk nationalitet, selvom han er født i, og har dobbelt statsborgerskab med Schweiz.

## Formel 1

### Renault (2008–2009)
I 2008 blev Grosjean testkører for Renault F1, da han skulle afløse Nelson Piquet, Jr., som havde fået et fast sæde hos teamet. Sæsonen efter fortsatte han som testkører, indtil han afløste karantæneramte Nelson Piquet ved det Europæiske Grand Prix på Valencia Street Circuit. Han nåede i alt at deltage i syv Formel 1 grand prix' i 2009. Efter sæsonen fortsatte han ikke hos Renault, og i hele 2010 kørte han ikke F1.

### Lotus (2012–2015)
Grosjean blev i 2011 tilknyttet som én af fem testkørere hos Lotus Renault GP.
9. december 2011 blev det offentliggjort at Romain Grosjean fra 2012 vendte permanent tilbage til Formel 1, da han havde fået det ene sæde hos det nydøbte Lotus-team (tidligere Renault). Her kørte han til og med 2015, som også blev hans bedste sæson, da han scorede 51 point, og endte på en samlet 11. plads.
I 2014 og 2015 var Saxo Bank sponsor for Lotus F1, ligesom den var personlig sponsor for Grosjean.

### Haas (2016-2020)
Den 29. september 2015 offentliggjorde Grosjean på Twitter, at han fra 2016-sæsonen skulle køre for amerikanske Haas F1 Team, som ville få sin debut i F1-feltet. Her skulle han være teamkammerat med tidligere Sauber-kører og Ferrari testkører Esteban Gutiérrez Under Brasiliens Grand Granprix 2016 blev det offentliggjordt at Kevin Magnussen skal erstatte Estban Gutiérrez, dermed bliver danske Kevin Magnussen og Romain Grosjaen teamkammerater for HAAS-teamet i 2017 og 2018.
Ved Bahrains Grand Prix havde Grosjean en alvorlig ulykke. Efter en kollision med Daniil Kvjats AlphaTauri brød hans køretøj gennem autoværnet med en hastighed på omkring 220 kilometer i timen, blev revet i to stykker ved kollisionen og gik derefter op i flammer. Grosjean var i det brændende vrag i cirka 26 sekunder, men var i stand til at befri sig selv. Han fik forbrændinger på begge hænder. Pietro Fittipaldi blev derefter annonceret til at erstatte ham ved Sakhirs Grand Prix i Bahrain. Grosjean ligger i øjeblikket på 18. plads med to point i kørermesterskabet efter det 15. løb.
Grosjean sagde fra sin hospitalsseng bagefter: "I wasn't for the halo some years ago, but I think it's the greatest thing that we've brought to Formula 1, and without it I wouldn't be able to speak with you today,"